# Aeroclube de São Carlos
O Aeroclube de São Carlos ou (ACSC) foi fundado em 28 de outubro de 1942 e funcionava no antigo Aeroporto Salgado Filho, também conhecido como Campo de Aviação. O aeroporto foi desativado em 2002, a pedido da Prefeitura do município de São Carlos.
Atualmente, o aeroclube está localizado no Aeroporto de São Carlos, mantendo e desenvolvendo atividades com o objetivo de incentivar o ensino e a prática da aviação civil e desportiva, sendo considerado integrante das tradições nacionais no ramo aeronáutico.

## História
Há muito tempo, a Prefeitura cogitava construir um campo de aviação em São Carlos, porém sempre protelado por motivo de ordem superior. Entretanto, logo no primeiro mês da Revolução de 1932, por determinação da Administração Municipal (órgão do Estado que supervisionava a ação das Prefeituras), diversas municipalidades do interior iniciaram a construção de campos de pouso de emergência.
O prefeito da época, Militão de Lima, reuniu 205 trabalhadores cedidos por quatro fazendeiros, que, sob a direção do engenheiro Jonas Novaes e Silva, da Prefeitura, iniciaram o campo de pouso. O local escolhido para a construção foi uma área de 16 mil metros quadrados, situada nas proximidades do Cemitério Municipal. Os trabalhos foram concluídos em 20 de julho de 1932 e o campo dotado de duas pistas de pouso de 400 metros cada.
Posteriormente, o local foi oficialmente homologado como aeródromo em dezembro de 1933, e o aeroporto foi inaugurado oficialmente em 10 de dezembro do mesmo ano. Antes da inauguração, em 5 de dezembro de 1933, recebeu a visita do aviador Bartholomeu Cattaneo, da Viação Aérea São Paulo (VASP), que possuía o brevet de aviador nº 1 da Itália e era o 22º do mundo na época, para conhecer o campo de aviação da cidade.
O aeroclube foi construído na década de 40, na Campanha nacional da aviação chamada Deem Asas ao Brasil, criada por Assis Chateaubriand e Joaquim Pedro Salgado Filho, que era ministro da Guerra no governo Getúlio Vargas. Foram criados centenas de aeroclubes, passando de menos de 40 para mais de 400 em todo o país.
Na época, o aeroclube funcionava no Aeroporto de São Carlos, então denominado como Aeroporto Salgado Filho (código ***/SDZC), conforme designação estabelecida pela Lei Municipal nº 1.319, de 23 de dezembro de 1950. O aeroporto foi inaugurado em 1932, com duas pistas de terra em formato de "T", medindo inicialmente 400 metros cada. Posteriormente, passou para uma pista única de 1.100 x 30 metros, depois reduzida para 900 x 25 metros; com capacidade para receber aviões bimotores tipo (Douglas DC-3) e bombardeiros (Hudson A-28).
Em 1943, o aeródromo foi usado como alternativa ao Aeroporto de Congonhas para pouso noturno pela Panair do Brasil, durante a inauguração dos voos noturnos entre Rio e São Paulo. Quando necessário, era avisado por rádio para demarcar as laterais das extremidades da pista com lampiões de querosene.
Posteriormente, com a construção da SP-310, a pista foi reduzida para 900 x 40 metros, depois para 800 x 40 metros, devido à ampliação do cemitério na década de 70. Finalmente, a pista foi desativada em 2002. Até o final de 2010, o aeroclube foi planejado para ser reativado em seu novo local, o Aeroporto de São Carlos, onde está desde 2004, onde já construiu seu novo hangar.
Um dos seus instrutores foi o famoso Alberto Bertelli, acrobata aéreo na década de 70. No início da acrobacia aérea no Brasil, Alberto Bertelli introduziu a modalidade no Aeroclube de São Carlos e posteriormente no Aeroclube de Rio Claro.

### Características do aeroporto antigo
- Pista: 800 metros de comprimento por 40 metros de largura;
- Cabeceiras: 06 - 24 (06 próximo ao cemitério, 24 próximo à Rodovia Washington Luís);
- Auxílio à navegação: não dispunha (apenas biruta);
- Pavimentação: não pavimentada (chão batido, terra);
- Operação: VFR diurno;
- Capacidade: aviões pequenos e médios (ex.: Douglas DC-3, Lockheed Hudson);
- Altitude: 870 metros.

### Localização do aeroclube atual
- Está situado no Aeroporto de São Carlos (QSC/SDSC), localizado às margens da Rodovia Engenheiro Thales de Lorena Peixoto Júnior (SP-318), km 247,5, na região do bairro Água Vermelha, São Carlos, São Paulo;
- Pista: 1.720 metros de comprimento, pavimentada em asfalto, cabeceiras 02/20;
- Operação: VFR diurno;
- Administra: DAESP (Departamento Aeroviário do Estado de São Paulo);
- Altitude: 807 metros.

### Companhias aéreas que já operaram no antigo aeroporto
Em 12 de novembro de 1933 em uma cerimônia no Aeroporto Campo de Marte em São Paulo, a VASP inaugurou as primeiras linhas para o interior paulista, com duas linhas, a linha "São Paulo a São José do Rio Preto" com escala em São Carlos, e São Paulo a Uberaba com escala em Ribeirão Preto, com frequência de três viagens semanais para cada linha. Por problemas de alagamentos no Campo de Marte, esses voos pararam durante um tempo e voltaram em 16 de abril de 1934.
- VASP[18][19]